# 3234 Хергіані
3234 Хергіані (3234 Hergiani) — астероїд головного поясу, відкритий 31 серпня 1978 року.
Тіссеранів параметр щодо Юпітера — 3,193.
Названий на честь радянського альпініста Михайла Хергіані.